# Josef Hrabal
Josef Hrabal (17. srpen 1985, Přerov) je český lední hokejista.

## Hráčská kariéra
Statistiky Josefa Hrabala
- 2002/2003 HC Vsetín ELH
- 2003/2004 Vsetínská hokejová ELH
- 2004/2005 Vsetínská hokejová ELH
- 2005/2006 Vsetínská hokejová ELH
- 2006/2007 Vsetínská hokejová ELH, Severstal Čerepovec (Rusko)
- 2007/2008 Severstal Čerepovec (Rusko)
- 2008/2009 Springfield Falcons AHL, Stockton Thunder ECHL, Modo Hockey Ornskoldsvik (Švédsko)
- 2009/2010 HC Oceláři Třinec ELH
- 2010/2011 HC Oceláři Třinec ELH
- 2011/2012 HC Oceláři Třinec ELH
- 2012/2013 HC Oceláři Třinec ELH
- 2013/2014 HC Oceláři Třinec ELH, od 13.1.2014 HK Sibir Novosibirsk
- 2014/2015 Pelicans, od 9.12.2014 HC Oceláři Třinec ELH
- 2015/2016 HC Oceláři Třinec ELH
- 2016/2017 HC Oceláři Třinec ELH
- 2017/2018 HC Dynamo Pardubice ELH [1]
- 2018-2019 HC Dynamo Pardubice ELH, HC Vítkovice Ridera ELH
- 2019-2020 Sheffield (ENG)
- 2020-2021 HC Zubr Přerov (1. liga)